# 赞丹
52°26′N 4°50′E / 52.433°N 4.833°E赞丹是位于荷兰北荷兰省贊河畔的一座城镇。1974年以前为独立市镇，之后并入赞斯塔德，成为其下的一个镇。

## 歷史
1697年，俄國沙皇彼得一世曾居住在贊丹，學習造船。他居住的房子，現被改建為博物館，沙皇彼得小屋。
1871年6月2日至10月8日，法国印象派畫家莫奈从伦敦来到赞丹居住，在此取材，創作了25幅作品，其中包括了 Bateaux en Hollande pres de Zaandam 與贊丹的風車。
欧洲第一家麦当劳餐厅于1971年8月21日在赞丹开张。荷兰最大本土超市Albert Heijn的母公司皇家阿霍德总部也在赞丹。

## 名人
- 安东·毛沃（荷兰语：Anton Mauve）：现实主义画家